# عادل سبیل
عادل سبیل (انگلیسی: Adel Sebil؛ زادهٔ ۱ فوریهٔ ۱۹۹۸) بازیکن فوتبال اهل امارات متحده عربی است.